# Mouse Genome Informatics
Mouse Genome Informatics (MGI) ist eine Online-Datenbank, in der die wichtigsten Informationen über das Genom und den Stoffwechsel der Hausmaus (Mus musculus) gesammelt und frei verfügbar gemacht werden. Das erklärte Ziel ist, mit dieser Information das Studium des menschlichen Körpers und seiner Krankheiten zu erleichtern. MGI wird vom Jackson Laboratory betrieben, einem von der US-Regierung finanzierten unabhängigen non-profit Gesundheitszentrum, das gleichzeitig ein weltweit anerkanntes Mäuselabor betreibt.
Die MGI-Webseite integriert, nach Genen sortiert, Informationen über Genetik, Genexpression und Stoffwechselwege einzelner Mausproteine sowie Daten aus Krebsforschung und anderen Bereichen. Diese Informationen werden von Subprojekten erbracht, die ebenfalls vom Staat finanziert werden.